# 德治 (日本)
德治（1306年十二月十四日至1308年十月九日）是日本的年號之一。這個時代的天皇是後二條天皇與花園天皇，由後宇多上皇與伏見上皇實施院政。鎌倉幕府征夷大將軍為久明親王、執權為北條師時。

## 改元
- 嘉元四年十二月十四日（1307年1月18日）改元德治
- 德治三年十月九日（1308年11月22日）改元延慶

## 出處
- 《左傳·僖公三十三年》：「公曰：『敬，德之聚也；能敬必有德。德以治民，君請用之。』」

## 紀年、西曆、干支對照表
| 德治       | 元年   | 二年   | 三年   |
| 儒略曆日期 | 1306年 | 1307年 | 1308年 |
| 干支       | 丙午   | 丁未   | 戊申   |